# Caroline de Monaco (rose)
Pour l’article homonyme, voir Caroline de Monaco.
'Caroline de Monaco' est un cultivar de rosier hybride de thé à la floraison blanc crème obtenu par Meilland en 1988. Il doit son nom à la princesse Caroline de Monaco, née en 1957.

## Description
Ce rosier au feuillage dense et sain, vert foncé et semi-brillant, donne des roses solitaires turbinées (26-40 pétales pour un total de 45) ou regroupées par groupe de trois, plutôt grandes (9 cm de diamètre), qui fleurissent de mi-mai à début novembre. Elles sont légèrement parfumées et d'une élégante couleur blanc crème. Le buisson s'élève de 80 cm à 90 cm, parfois plus.
Il nécessite une exposition ensoleillée. Sa zone de rusticité est de 6b à 9b. Il a besoin d'être taillé à l'abord du printemps, en plus de la coupe d'hiver.
En plus d'illuminer les jardins, 'Caroline de Monaco' fait d'excellentes fleurs à couper. Il est issu d'un croisement 'Chicago Peace (Johnston, 1960) x 'Parador' (Paolino pour Meilland, 1976).